# Sebastiania warmingii
Sebastiania warmingii är en törelväxtart som först beskrevs av Johannes Müller Argoviensis, och fick sitt nu gällande namn av Ferdinand Albin Pax. Sebastiania warmingii ingår i släktet Sebastiania och familjen törelväxter. Inga underarter finns listade i Catalogue of Life.